# Xã Doyal, Quận St. Clair, Missouri
Xã Doyal (tiếng Anh: Doyal Township) là một xã thuộc quận St. Clair, tiểu bang Missouri, Hoa Kỳ. Năm 2010, dân số của xã này là 585 người.